# Football Association of Indonesia
Die Football Association of Indonesia, kurz PSSI, (indonesisch: Persatuan Sepak Bola Seluruh Indonesia) ist der Verband für Fußballvereine in Indonesien. Er wurde 1930 aus 7 regionalen Verbänden gegründet. 1954 trat der Verband als eines von zwölf Gründungsmitgliedern der Asian Football Confederation bei. Bereits zwei Jahre zuvor war der Verein der FIFA beigetreten. Seit 2004 ist Indonesien Teil des Vision Asia Projektes der AFC.

## Geschichte
Zu der Zeit, als der indonesische Verband gegründet wurde, war das Land noch eine Kolonie der Niederlande. Ein Indonesier namens Soeratin Sosrosoegondo, welcher in Deutschland studierte, war der Initiator zur Gründung des Verbandes. Nach seiner Rückkehr arbeitete er zunächst für eine niederländische Firma, bevor er zum Revolutionär wurde und die Firma verließ. Er war ein begeisterter Fan des Fußballs und sah in dem Sport eine Waffe, um die Kolonialherren zu vertreiben. 1930 schaffte er es in einer Versammlung alle 7 regionalen Fußballverbände des Landes davon zu überzeugen einen nationalen Verband zu gründen. Es war die Geburtsstunde der PSSI. Neben dem indonesischen Verband gab es auch noch die NIVB (Nederlandsh Indische Voetbal Bond) welcher 1936 seinen Namen in NIVU (Nederlandsh Indische Voetbal Unie) änderte. Von da an kooperierten beide Verbände. 1938 nahm Indonesien unter dem Namen Niederländisch-Ostindien und der Führung NIVU an der Fußball-Weltmeisterschaft 1938 teil. In der Mannschaft standen insgesamt 9 Spieler indonesischer Nationalität. Das einzige Spiel, im Achtelfinale des Turniers, ging mit 0:6 gegen die Auswahl Ungarns verloren. Die Mannschaft spielte unter der Flagge der Niederlande. Nach der WM, im Jahr 1939, wurde die Kooperation zwischen beiden Verbänden aufgelöst. Während der Besatzungszeit durch die Japaner ruhten die Aktivitäten der PSSI. Seit der Teilnahme an den Weltmeisterschaften 1938, konnte sich der Verband nicht mehr für die WM qualifizieren. Der größte internationale Erfolg des Verbandes war das Erreichen des Halbfinales bei den ASEAN-Fußballmeisterschaften 2007. Der Verband trägt keinen nationalen Pokalwettbewerb aus. Meister und Vizemeister der Herren qualifizieren sich für die AFC Champions League.
2015 sperrte das indonesische Sportministerium den Verband und setzte den Ligabetrieb aus, weil der Verband sich weigerte, zwei Vereine aus der Liga auszuschließen. Danach suspendierte die FIFA im Mai 2015 wegen staatlicher Einmischung den Verband.

## Wettbewerbe

### Nationale Wettbewerbe
Folgende nationalen Wettbewerbe werden unter dem Dach der PSSI ausgetragen:
- Indonesische Meisterschaft
- Liga Futsal

#### Indonesische Meisterschaft
Hauptartikel: Indonesia Super League
Die Fußballmeisterschaft in Indonesien ist der wichtigste nationale Titel. Der Meister der Männer wird seit 1914 ausgespielt. Bis 1979 war es ausschließlich ein Amateurwettbewerb. In der Zeit von 1979 bis 1994 gab es eine Halbprofessionelle Liga mit dem Namen Liga Sepakbola Utama bevor mit der Liga Indonesia 1994 der Professionalismus eingeführt wurde. Seit 2008 nennt sich die Liga bei ihrem jetzigen Namen Indonesia Super League. Erster Titelträger der Liga Indonesia war Persib Bandung. Es nehmen 18 Mannschaften an der ersten Liga teil. Die erste Liga ermittelt ihren Meister in 34 Spielen. Wobei jede Mannschaft in Hin- und Rückspielen je einmal gegeneinander Antritt. Insgesamt gibt es fünf Seniorenligen für Herren in Indonesien. Der Meisterschaft der Frauen wird in zwei Gruppen ausgespielt. Über Kreuz spielen dann die beiden Bestplatzierten jeder Gruppe im Halbfinale das Endspiel aus. Es nehmen insgesamt 8 Mannschaften an dem Wettbewerb teil.

#### Futsal
Hauptartikel: Liga Futsal
Die nationale Futsalmeisterschaft in Indonesien wird zwischen 15 Vereinen ermittelt. Gespielt in zwei Gruppen mit einmal 7 und einmal 8 Vereinen.